# Ctenoplusia proseides
Ctenoplusia proseides là một loài bướm đêm trong họ Noctuidae.